# Бугор
Буго́р —  село в Україні, у Дружбівській міській громаді Шосткинського району Сумської області. Населення становить 34 осіб. До 2016 орган місцевого самоврядування — Чуйківська сільська рада.

## Географія
Село Бугор знаходиться між містом Дружба і селом Чуйківка (0,5 км).

## Історія
12 червня 2020 року, відповідно до Розпорядження Кабінету Міністрів України № 723-р «Про визначення адміністративних центрів та затвердження територій територіальних громад Сумської області» увійшло до складу Дружбівської міської громади.
19 липня 2020 року,  в результаті адміністративно-територіальної реформи та ліквідації Ямпільського району, село увійшло до Шосткинського району.